# Spartak Alma-Ata
El Spartak Alma-Ata (en ruso: Футбольный клуб «Спартак» Алма-Ата) fue un equipo de fútbol de Kazajistán que jugó en la Liga Soviética de Kazajistán, la primera división de la RSS de Kazajistán.

## Historia
Fue fundado en el año 1947 en la desaparecida capital Alma-Ata y su uniforme y colores se basaron en su homólogo ruso FC Spartak de Moscú.
Los mejores años del club llegaron en la segunda mitad de los años 1950, periodo en el cual fueron campeones nacionales en dos ocasiones y ganaron la copa nacional dos veces.
El club desapareció en 1960.

## Palmarés
- Liga Soviética de Kazajistán: 2

1958, 1959
- Copa Soviética de Kazajistán: 2

1957, 1959

## Jugadores

### Jugadores destacados
- Boris Alexandrovich

## Entrenadores

### Entrenadores destacados
- Peter Gerasimovich